# Kiss of Death
Kiss of Death — вісімнадцятий студійний альбом англійської групи Motörhead, який був випущений 29 серпня 2006 року.

## Композиції
1. Sucker - 2:59
2. One Night Stand - 3:05
3. Devil I Know - 3:00
4. Trigger - 3:53
5. Under the Gun - 4:44
6. God Was Never on Your Side - 4:20
7. Living in the Past - 3:45
8. Christine - 3:42
9. Sword of Glory - 3:57
10. Be My Baby - 3:40
11. Kingdom of the Worm - 4:08
12. Going Down - 3:35

## Склад
- Леммі Кілмістер - вокал
- Філ Кемпбелл - гітара
- Міккі Ді - ударні